# Kang Hyun
Kang Hyun (koreanisch 강현; * 30. Januar 1998) ist ein südkoreanischer Fußballspieler.

## Karriere
Nach der Pyeongtaek Seongdong Elementary School sowie Samil Middle School wechselte Kang zur Saison 2013/14 nach Österreich in die Akademie der Kapfenberger SV. Im April 2014 kam er erstmals für die dritte Mannschaft von der KSV zum Einsatz, dem ASC Rapid Kapfenberg. Im Mai 2014 absolvierte er sein erstes und einziges Spiel für die Profis der KSV in der zweiten Liga, als er am 33. Spieltag der Saison 2013/14 gegen den First Vienna FC in der 87. Minute für Ivan Lendrić eingewechselt wurde. Zur Saison 2014/15 rückte er fest in den Kader von Rapid Kapfenberg und kam dort auch für die vierte Mannschaft der KSV, Rapid Kapfenberg II zum Einsatz.
In der Winterpause der Saison 2015/16 rückte Kang fest in den Profikader der Steirer, kam allerdings nur für die viertklassige Zweitmannschaft in der Landesliga zum Einsatz. Nach der Saison 2015/16 verließ er den Verein. Nach längerer Zeit ohne Verein wechselte er im Februar 2018 nach Kroatien zum Drittligisten NK Kustošija Zagreb. Im Juli 2019 wechselte er nach Thailand zum Ayutthaya FC, wo er bis Januar 2020 spielte. Von 2021 bis 2024 war er bei den heimischen Viertligisten Yeoju FC, Sejong Vanesse FC und dem Pyeongtaek Citizen FC aktiv. Im März 2025 wechselte Kang zum Hong Kong Rangers FC in die Hong Kong Premier League.